# Yuta Kumamoto
Yuta Kumamoto (født 18. juli 1995) er en japansk fodboldspiller, som spiller for den japanske fodboldklub Montedio Yamagata.